# 1990 RE7
1990 RE7 är en asteroid i huvudbältet som upptäcktes den 13 september 1990 av den belgiske astronomen Henri Debehogne vid La Silla-observatoriet.
Asteroiden har en diameter på ungefär 7 kilometer och den tillhör asteroidgruppen Eos.